# Corpo degli agenti di custodia
Il Corpo degli agenti di custodia è stato un corpo civile e militare dello Stato italiano, attivo dal 1890 al 1990, con il compito di garantire l’ordine, la sicurezza e la sorveglianza all’interno degli istituti penitenziari del Regno d’Italia prima e della Repubblica Italiana poi.
Istituito nel 1890 con ordinamento civile, il Corpo dipendeva inizialmente dal Ministero dell’interno. A partire dal 1922, la competenza fu trasferita al Ministero della giustizia, in un’ottica di maggiore coerenza con le funzioni giudiziarie dello Stato. Nel 1937 il Corpo venne militarizzato, assumendo una struttura e un’organizzazione analoghe a quelle delle forze armate, pur mantenendo la propria specificità nel settore penitenziario.
Nel 1990, il Corpo fu ufficialmente soppresso e trasformato nel Corpo di polizia penitenziaria, con il ritorno a un ordinamento civile. Tale riforma segnò una svolta significativa nella gestione delle carceri italiane, introducendo una visione più moderna e orientata alla funzione rieducativa della pena.

## Storia

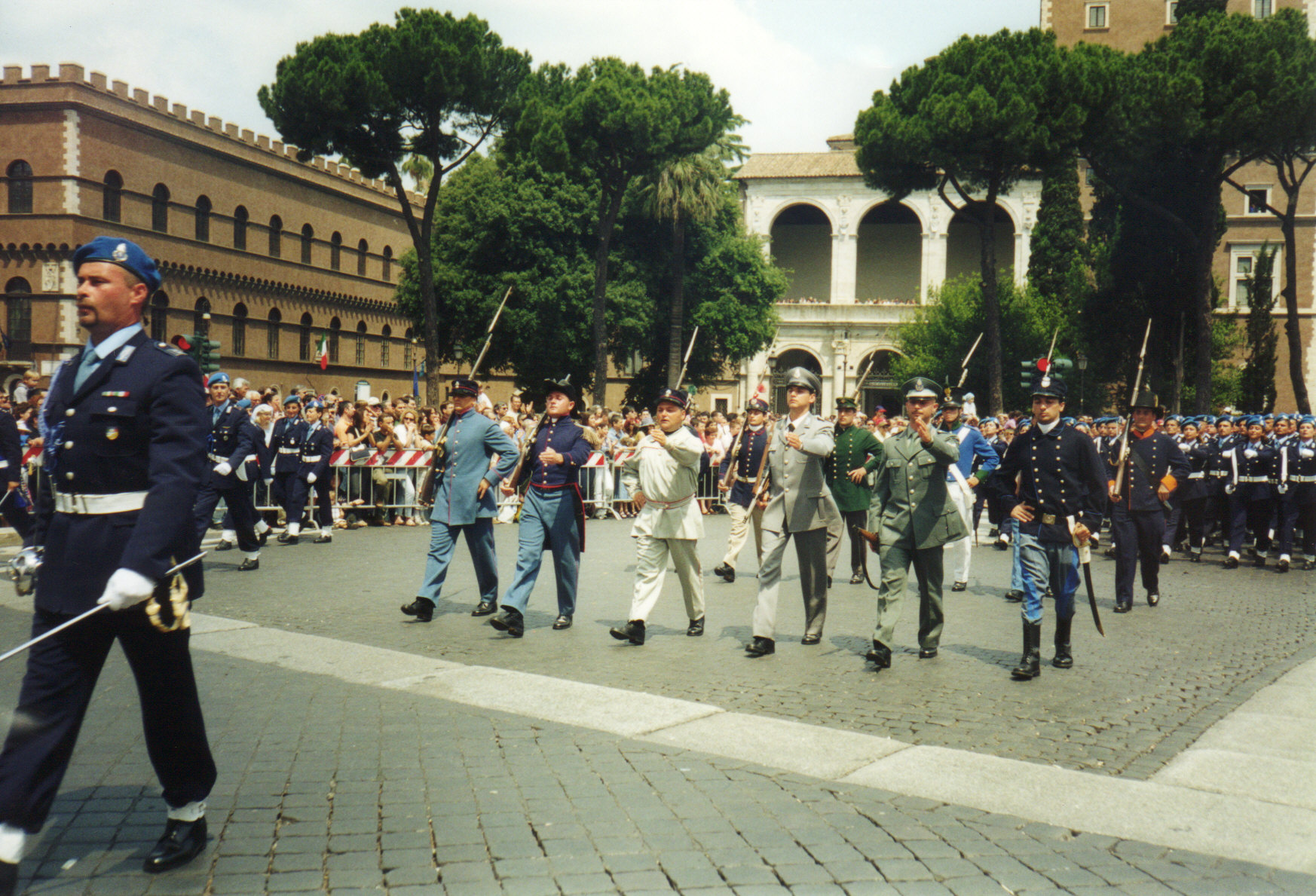
Divise storiche del Corpo, durante la parata della Festa della Repubblica, 2 giugno 2001

### Origini e riforme
Il Corpo trae origine dal precedente Corpo delle guardie carcerarie, istituito con il regolamento del 27 luglio 1873, a sua volta erede delle cosiddette Famiglie di Giustizia, istituite il 18 marzo 1817 nel Regno di Sardegna. Una profonda riforma dell’ordinamento carcerario avvenne con il regio decreto 6 luglio 1890, n. 7011, che istituì formalmente il Corpo degli agenti di custodia, ridefinendo l’organizzazione e i compiti del personale addetto alla custodia dei detenuti.
Un ulteriore intervento normativo di rilievo si ebbe con il regio decreto 24 marzo 1907, n. 150, che approvò un nuovo regolamento per il Corpo. Tuttavia, tale provvedimento non introdusse modifiche sostanziali rispetto all’ordinamento del 1890.
Nel periodo successivo alla prima guerra mondiale non si registrarono significativi sviluppi legislativi nel settore penitenziario. Questa situazione contribuì a un crescente malcontento tra gli agenti di custodia, aggravato da condizioni lavorative ed economiche ritenute inadeguate nonostante i tentativi precedenti di migliorarle.
Con la circolare del 5 febbraio 1922, firmata dal direttore generale Spano, fu introdotta una distinzione dell’organico del Corpo in cinque categorie operative, basata sulle attitudini individuali:
- generici;
- infermieri;
- scritturali;
- sorveglianti di minorenni;
- mestieranti.

Una nuova riforma dell’ordinamento fu emanata con il regio decreto 19 febbraio 1922, n. 393, ma anche in questo caso le innovazioni non ebbero un impatto rilevante sulle condizioni di detenzione o sul benessere degli operatori penitenziari.
Nel medesimo anno, attraverso il regio decreto n. 1718 del 31 dicembre, la competenza amministrativa sulle carceri fu trasferita a partire dal 15 gennaio successivo dal Ministero dell’interno al Ministero di grazia e giustizia, secondo il principio secondo cui «nessun ministero può avere competenza per regolare e vigilare l'esecuzione delle sentenze di condanna, massime nei riguardi delle pene carcerarie, meglio di quello della giustizia, preposto all'amministrazione della medesima».
Con il regio decreto 5 aprile 1928, n. 828, la Direzione generale delle carceri e dei riformatori assunse la nuova denominazione di Direzione generale per gli istituti di prevenzione e di pena.

### Militarizzazione e regolamento del 1937
Il regolamento 30 dicembre 1937, n. 2584, sancì la militarizzazione del Corpo, assegnandogli esplicitamente il compito di assicurare l’ordine e la disciplina all’interno degli stabilimenti penali (secondo l'articolo 1). Il testo normativo conteneva anche un riferimento, seppur generico, alla finalità trattamentale della pena, stabilendo che: «Gli agenti […] debbono aver presente che i mezzi di coazione nell’esecuzione mirano nello stesso tempo a punire e a riadattare il condannato alla vita sociale».
Il regolamento del 1937, pur subendo modifiche negli anni successivi per adeguarsi ai principi dello Stato democratico e alla riforma penitenziaria del 1975, rimase formalmente in vigore fino al 1990.

### Crisi del sistema penitenziario e riforma del 1990
Negli anni precedenti la soppressione del Corpo, la situazione del sistema penitenziario italiano versava in condizioni critiche. Alla fine degli anni 1980, il personale in servizio ammontava a circa 5.280 unità, numero ritenuto insufficiente rispetto all’insieme della popolazione detenuta, pari a oltre nove volte tanto.
Le esigenze di custodia erano aggravate dalla diffusione del lavoro all’aperto per i detenuti, richiedendo un impegno operativo maggiore da parte degli agenti. A ciò si aggiungevano condizioni lavorative particolarmente gravose, retribuzioni inadeguate e un rigido sistema disciplinare imposto al personale. Questi fattori contribuirono al progressivo deterioramento dell’efficienza e del clima all’interno degli istituti penitenziari.
Con la legge 15 dicembre 1990, n. 395, fu disposta la smilitarizzazione del Corpo e la sua contestuale trasformazione nell'odierno Corpo di polizia penitenziaria, rientrante nuovamente nell’ordinamento civile. La riforma costituì una svolta nella gestione del personale penitenziario, introducendo un modello orientato alla professionalizzazione, al miglioramento delle condizioni lavorative e al rispetto dei principi costituzionali in materia di esecuzione della pena.

## Compiti
Le norme contenute nell'ordinamento degli agenti di custodia introdussero alcune novità per tentare di elevare i requisiti per l'arruolamento nel Corpo, il cui compito era indicato nell'articolo 1:

## Personale e servizi
Nelle carceri femminili, il servizio di custodia era affidato a personale femminile, costituito da suore o da apposite guardiane laiche, secondo quanto previsto dall’articolo 3 del regolamento. Le guardiane venivano selezionate preferibilmente tra le mogli, le congiunte o le vedove degli agenti di custodia, in linea con l’impostazione familiare e paternalistica che caratterizzava l’organizzazione penitenziaria dell’epoca.
Il regolamento introdusse, per la prima volta, il servizio a cavallo per gli agenti di custodia, destinato alla sorveglianza nei campi di lavoro agricolo e nelle colonie penali dove i detenuti erano impiegati in attività all’aperto. Tale misura rispondeva alla necessità di garantire un efficace controllo in aree vaste e prive di recinzioni stabili.
In alcune strutture penitenziarie fu inoltre previsto l’impiego di agenti barcaiuoli, incaricati della conduzione di barche nei casi in cui gli istituti fossero ubicati in prossimità di corsi d’acqua o necessitassero di collegamenti fluviali (secondo l'articolo 5).
Il regolamento stabilì anche l’introduzione di nuove figure professionali all’interno del Corpo, quali assistenti, capi d’arte, farmacisti, telegrafisti e scritturali, da selezionarsi tra gli agenti in possesso di adeguati requisiti culturali e tecnici. L’istituzione di tali qualifiche aveva l’obiettivo di valorizzare le competenze individuali, favorire il reclutamento di personale qualificato e contribuire al superamento dei pregiudizi sociali e culturali all’interno del Corpo stesso.

## Arruolamento
L’accesso al Corpo avveniva prevalentemente mediante il reclutamento di militari in congedo illimitato, con una preferenza per i candidati celibi o vedovi senza figli, in linea con le esigenze di disciplina e disponibilità totale richieste dal servizio penitenziario.
Tra i requisiti principali per l’arruolamento figuravano:
- un’età compresa tra i 24 e i 40 anni;
- la capacità di leggere, scrivere e far di conto.

Una volta arruolati, gli agenti seguivano un corso di istruzione teorico-pratica presso apposite sezioni-scuola organizzate all’interno di alcuni istituti penitenziari. Tali scuole sostituivano la prima struttura formativa del Corpo, attiva dal 1873 presso il monastero romano di Regina Coeli.
Vigeva inoltre l’obbligo di celibato per i primi otto anni di servizio. Il matrimonio poteva essere contratto solo previa autorizzazione del Ministero, previo accertamento della buona condotta e dietro presentazione di una dote comune di almeno 3.000 lire, a testimonianza della solidità economica e morale richiesta al personale.

## Disciplina militare
L’adozione dell’ordinamento militare per il Corpo comportò l’introduzione di un sistema disciplinare particolarmente rigido, modellato su quello delle forze armate. Agli agenti era imposto un comportamento improntato alla massima disciplina e al rispetto dell’istituzione penitenziaria, con norme precise a regolamentarne l’atteggiamento, il linguaggio e le relazioni gerarchiche.
Il regolamento vietava l’uso di espressioni ingiuriose nei confronti dei detenuti e l’inflizione autonoma di punizioni, riservando tali decisioni unicamente agli ordini dei superiori. Allo stesso tempo, si raccomandava agli agenti di non cedere a eccessi di indulgenza (definiti longanimità) che potessero compromettere la sicurezza dell’istituto o la dignità del Corpo.
L’uso delle armi era consentito esclusivamente nei casi di pericolo grave, per reprimere sommosse o per impedire tentativi di evasione, subordinatamente all’inosservanza da parte del detenuto della prima intimazione a fermarsi.
Il regolamento prevedeva alcune concessioni sul piano del benessere individuale del personale: ogni agente aveva diritto ad almeno due ore di libertà personale al giorno e a una mezza giornata libera ogni quindici giorni. Era inoltre possibile richiedere fino a quindici giorni di licenza annuale, ma solo dopo aver completato il primo anno di servizio.
Durante l’orario di servizio vigevano precisi obblighi comportamentali: era vietato fumare, obbligatorio l’uso della lingua italiana e l’adozione del “lei” anche nei confronti dei subalterni. Il capo II dell’ordinamento disciplinava la condotta degli agenti, imponendo un atteggiamento di deferenza verso i superiori e un comportamento decoroso, adeguato alla funzione e alla divisa indossata.
Parallelamente, si tentò di innalzare il livello culturale del personale, anche attraverso l’introduzione di qualifiche specialistiche e la richiesta di requisiti scolastici più elevati. Tale orientamento rispondeva all’esigenza di migliorare l’immagine del Corpo, contrastare i fenomeni di corruzione interna e impedire la creazione di privilegi indebiti per i detenuti.
Il servizio, particolarmente oneroso dal punto di vista fisico e psicologico, comportava un rapido logoramento del personale. Per questa ragione, fu previsto il collocamento in pensione degli agenti dopo vent’anni di servizio effettivo.

### Sanzioni disciplinari
Il codice disciplinare del Corpo manteneva un elevato livello di severità. Le sanzioni previste per gli agenti responsabili di infrazioni comprendevano:
- ammonizione;
- arresti semplici: divieto di lasciare l’istituto e decurtazione di un quarto della paga;
- arresti in sala di disciplina: assegnazione a una cella con pancaccio, divieto di fumare, scrivere e ricevere visite; paga ridotta della metà;
- arresti di rigore: da dieci a trenta giorni in sala di disciplina, con vitto ridotto a due razioni di pane al giorno e una minestra ogni due giorni; perdita di due terzi della paga;
- sospensione della classe e del grado: da uno a tre mesi;
- retrocessione di classe;
- perdita del grado;
- dispensa dal servizio;
- destituzione con espulsione dal Corpo.

## Gradi
Di seguito, i gradi del Corpo degli agenti di custodia:
| direttore generale (capo del Corpo) | generale di brigata |

| maresciallo maggiore scelto aiutante di battaglia | maresciallo maggiore scelto | maresciallo maggiore | maresciallo capo | maresciallo ordinario |

| brigadiere | vice brigadiere |

| appuntato scelto | appuntato | guardia scelta | guardia |

### Comparazione dei gradi
La seguente tabella riporta la comparazione tra le qualifiche degli appartenenti all'odierno Corpo di polizia penitenziaria e i gradi del disciolto Corpo degli agenti di custodia:
| Corpo di Polizia penitenziaria (dal 15 dicembre 1990)         | Corpo degli agenti di custodia (6 luglio 1890 – 15 dicembre 1990) |
| ------------------------------------------------------------- | ----------------------------------------------------------------- |
| Agente                                                        | Guardia                                                           |
| Agente scelto                                                 | Guardia scelta                                                    |
| Assistente                                                    | Appuntato                                                         |
| Assistente capo                                               | Appuntato scelto                                                  |
| Vice sovrintendente                                           | Vice brigadiere                                                   |
| Sovrintendente                                                | Brigadiere                                                        |
| Sovrintendente capo                                           | —                                                                 |
| Vice ispettore                                                | Maresciallo ordinario                                             |
| Ispettore                                                     | Maresciallo capo                                                  |
| Ispettore capo                                                | Maresciallo maggiore                                              |
| Ispettore superiore sostituto ufficiale di pubblica sicurezza | Maresciallo maggiore scelto                                       |
| Ispettore sostituto commissario                               | Maresciallo maggiore scelto aiutante di battaglia                 |
| —                                                             | Sottotenente                                                      |
| Vice commissario                                              | Tenente                                                           |
| Commissario                                                   | Capitano                                                          |
| Commissario capo                                              | Maggiore                                                          |
| Commissario coordinatore                                      | Tenente colonnello                                                |
| Primo dirigente                                               | Colonnello                                                        |
| Dirigente superiore                                           | Generale di brigata                                               |
| Dirigente generale                                            | Direttore generale Capo del Corpo                                 |

## Uniforme
Il Corpo adottò, nel corso del tempo, un vestiario standardizzato di ispirazione militare, caratterizzato prevalentemente dal colore grigio-verde, utilizzato sia per le uniformi ordinarie che per le tenute operative.

### Uniforme ordinaria
L’uniforme ordinaria invernale era composta da una giacca grigio-verde con bottoni argentati, recante il fregio del Corpo sugli alamari e spalline bordate di azzurro, abbinata a pantaloni dello stesso colore. La camicia, a maniche lunghe, presentava una tonalità più chiara rispetto alla giacca, mentre la cravatta riprendeva il colore grigio-verde dell’uniforme. Il corredo comprendeva anche una giacca a vento impermeabile di colore verde per l’impiego in condizioni meteorologiche avverse.
L’uniforme ordinaria estiva era costituita dalla medesima camicia, in versione a maniche corte, con taschini pettorali chiusi da bottoncini in plastica privi di fregio, pantaloni in cotone grigio-verde, cintura dello stesso colore con fibbia metallica recante il fregio argentato, e fondina in pelle lucida nera. A completamento della divisa erano previsti il basco azzurro con fregio o, in alternativa, il berretto rigido grigio-verde anch’esso dotato di fregio.

### Tenuta operativa
La tenuta operativa invernale comprendeva una giubba e pantaloni grigio-verde, abbinati a cinturone in canapa borchiato, fondina in tessuto coordinato e foulard azzurro recante il fregio del Corpo e il relativo motto. La versione estiva prevedeva pantaloni identici a quelli invernali e una camicia a maniche corte con tasche frontali, sempre in tessuto grigio-verde. La calzatura variava in base alla tenuta: erano previsti stivaletti tipo polacchine per l’uniforme ordinaria e anfibi per il servizio operativo.

### Capi accessori e vestiario supplementare
Il vestiario accessorio comprendeva un maglione grigio-verde a scollo a V, destinato esclusivamente ai servizi interni, e un maglione a collo alto senza chiusura lampo di colore grigio. Era inoltre in dotazione un cappotto grigio-verde a doppia abbottonatura, oltre a tutti gli accessori regolamentari previsti per le uniformi di servizio.

### Fregi

Fregio per berretto rigido per il personale appartenente al ruolo degli agenti e dei brigadieri
Fregio per berretto rigido per il personale appartenente ai ruoli marescialli ed ufficiali inferiori
Fregio per berretto rigido per il personale appartenente agli ufficiali superiori
Fregio da berretto rigido per gli ufficiali generali

Fregio per basco per tutto il personale
Fregio da basco per gli ufficiali generali

### Mostreggiature

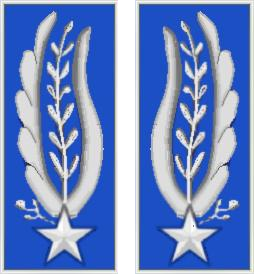
Alamari per giacca per il personale appartenente ai ruoli agenti e sottufficiali
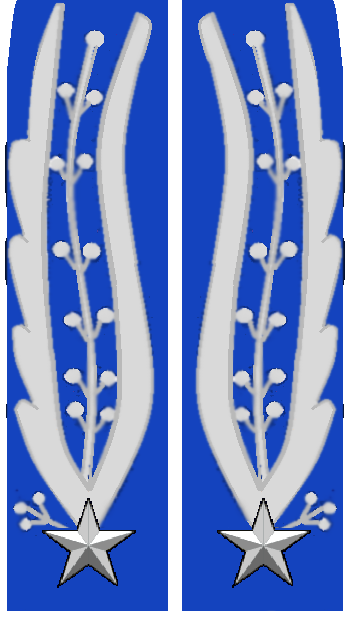
Alamari per giacca per gli ufficiali

## Ruolo ad esaurimento degli ufficiali
Con l’entrata in vigore della legge 15 dicembre 1990, n. 395, che istituì il Corpo di polizia penitenziaria, fu previsto un apposito ruolo ad esaurimento per gli ufficiali del disciolto Corpo degli agenti di custodia, regolato dall’articolo 25 della medesima legge, che recita quanto segue:
1. Dalla data di pubblicazione della presente legge nella Gazzetta Ufficiale gli ufficiali del Corpo degli agenti di custodia, compresi quelli del ruolo istituito ai sensi dell'articolo 4-ter del decreto-legge 28 agosto 1987, n. 356 , convertito, con modificazioni, dalla legge 27 ottobre 1987, n. 436, sono inquadrati in un ruolo ad esaurimento e nei loro confronti continuano ad applicarsi le norme in precedenza vigenti.
2. Gli ufficiali inquadrati nel ruolo ad esaurimento conseguono l'avanzamento al grado superiore a ruolo aperto. Le promozioni al grado superiore sono conferite nel rispetto dei periodi minimi di permanenza nei singoli gradi e degli altri requisiti previsti dall'articolo 26 del decreto legislativo luogotenenziale 21 agosto 1945, n. 508 , come sostituito dall'articolo 3 della legge 4 agosto 1971, n. 607.
3. Gli ufficiali già ritenuti idonei all'avanzamento, ma non promossi per mancanza di posti in organico, conseguono la promozione al grado superiore, ai soli fini giuridici, con decorrenza data della relativa valutazione.
4. La promozione al grado superiore a quello apicale di cui all'articolo 1 della legge 4 agosto 1971, n. 607 , è conferita con riferimento alla progressione dei gradi e delle corrispondenti qualifiche di cui alla tabella annessa alla legge 1º aprile 1981, n. 121 , e successive modificazioni e integrazioni, computando, ai fini dell'anzianità, anche con ricostruzione della carriera, periodi triennali decorrenti dalla data dell'ultima promozione nel Corpo degli agenti di custodia.
5. Agli ufficiali del ruolo ad esaurimento si applicano altresì le norme sullo stato giuridico di cui al titolo IV della legge 10 aprile 1954, n. 113 , e successive modificazioni. Ad essi sono estesi i benefici che saranno attribuiti ai corrispondenti gradi delle altre forze di polizia. Gli ufficiali del ruolo ad esaurimento conservano la sede di servizio e nei loro confronti si applicano le disposizioni di cui al primo comma dell'articolo 6 della legge 3 novembre 1963, n. 1543.
6. Gli ufficiali del ruolo ad esaurimento assumono le funzioni e gli obblighi dei funzionari direttivi o dei dirigenti dell'Amministrazione penitenziaria e possono essere preposti, a domanda, alla direzione dei servizi tecnico-logistici, del servizio di traduzione dei detenuti ed internati e del servizio di piantonamento dei detenuti ed internati ricoverati in luoghi di cura, secondo le modalità stabilite dal regolamento di servizio di cui all'articolo 29, nonché dei servizi di amministrazione. Possono altresì essere preposti, a domanda, alla direzione degli istituti e servizi dell'Amministrazione penitenziaria, sempre che siano in possesso dei requisiti previsti dalle leggi vigenti per il corrispondente profilo professionale.
7. Agli ufficiali del ruolo ad esaurimento, che cessino a domanda dal servizio entro cinque anni dalla data di entrata in vigore della presente legge, è concesso, sia ai fini del compimento della anzianità necessaria per conseguire il diritto a pensione ed il trattamento economico previsto dai commi ventiduesimo e ventitreesimo dell'articolo 43 della legge 1º aprile 1981, n. 121 e successive modificazioni, sia ai fini della liquidazione della pensione e dell'indennità di buonuscita, un aumento di servizio di sette anni. Il periodo eventualmente eccedente è valutato per l'attribuzione delle successive classi di stipendio.
8. Il Governo è delegato ad adottare, entro tre mesi dalla data di entrata in vigore della presente legge, un decreto legislativo per disciplinare il passaggio ad altri ruoli degli ufficiali del disciolto Corpo degli agenti di custodia, con l'osservanza dei seguenti princìpi e criteri direttivi:
- a) consentire agli ufficiali che ne facciano domanda il passaggio, conservando le posizioni giuridiche ed economiche conseguite, in altre forze armate dello Stato o in altre forze di polizia, da individuarsi secondo modalità e criteri determinati con decreto del Ministro di grazia e giustizia, di concerto con i Ministri interessati, salvaguardando in ogni caso i diritti e le posizioni del personale delle amministrazioni riceventi;
- b) consentire agli ufficiali che ne facciano domanda il passaggio, conservando le posizioni giuridiche ed economiche conseguite, ai ruoli del personale dell'Amministrazione penitenziaria o di altre pubbliche amministrazioni, mantenendo la qualifica funzionale o dirigenziale rivestita nell'amministrazione di provenienza e salvaguardando i diritti e le posizioni del personale appartenente ai ruoli delle amministrazioni riceventi;
- c) stabilire, nei casi di cui alle lettere a) e b), la corrispondenza fra il grado rivestito e la qualifica da assumere, tenuto conto della anzianità già maturata nel grado militare.

### Comparazione delle dotazioni
| Dotazione organica degli ufficiali agenti di custodia al 15.12.1990 | Dotazione organica degli ufficiali agenti di custodia al 15.12.1990 |
| ------------------------------------------------------------------- | ------------------------------------------------------------------- |
|                                                                     |                                                                     |
| Colonnello                                                          | 1                                                                   |
| Tenente colonnello                                                  | 12                                                                  |
| Maggiore                                                            | 15                                                                  |
| Capitano                                                            | 16                                                                  |
| Tenente                                                             | 22                                                                  |
| TOTALE                                                              | 66                                                                  |

| Dotazione organica attuale degli ufficiali agenti di custodia | Dotazione organica attuale degli ufficiali agenti di custodia |
| ------------------------------------------------------------- | ------------------------------------------------------------- |
|                                                               |                                                               |
| Generale di brigata                                           | 12                                                            |
| Colonnello                                                    | 0                                                             |
| Tenente colonnello                                            | 0                                                             |
| TOTALE                                                        | 12                                                            |

## Onorificenze
La Bandiera del Corpo era decorata delle seguenti onorificenze: